# Овчары (Краковский повет)

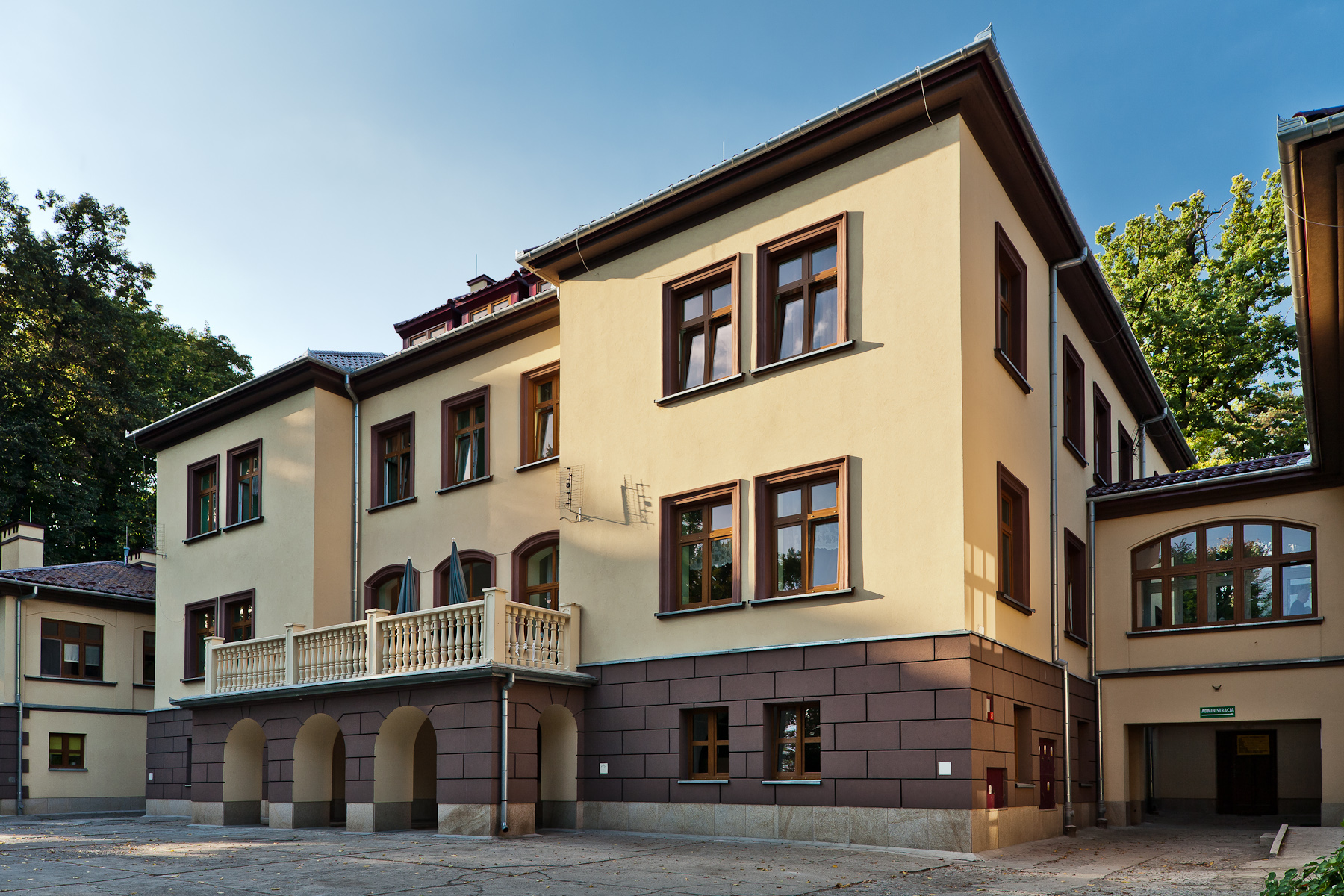
Усадьба в Овчарах

Овча́ры (пол. Owczary) — село в Польше в сельской гмине Зелёнки Краковского повета Малопольского воеводства.
Село располагается в 13 км от административного центра воеводства города Краков.
В 1975—1998 годах село входило в состав Краковского воеводства.

## Население
По состоянию на 2013 год в селе проживало 1002 человека.
| 2010 | 2013 |
| ---- | ---- |
| 939  | 1002 |

| Перепись  | Всего   | Всего | Женщины | Женщины | Мужчины | Мужчины |
| --------- | ------- | ----- | ------- | ------- | ------- | ------- |
| Единицы   | человек | %     | человек | %       | человек | %       |
| Население | 1002    | 100   | 462     |         | 540     |         |

## Достопримечательности
- Усадьба в Овчарах — памятник культуры Малопольского воеводства[3].